# Juglans honorei
Juglans honorei är en valnötsväxtart som beskrevs av Dode. Juglans honorei ingår i släktet valnötter, och familjen valnötsväxter. Inga underarter finns listade i Catalogue of Life.